# 15 Dywizja Kawalerii (RFSRR)
15 Dywizja Kawalerii (ros. 15-я кавалерийская дивизия) – związek taktyczny kawalerii Armii Czerwonej okresu wojny domowej w Rosji i wojny polsko-bolszewickiej.

## Formowanie i walki
15 Dywizja Kawalerii sformowana została w 1919 z kubańskich Kozaków. Walczyła na Froncie Zachodnim w składzie III Korpusu Kawalerii Gaja Dimitriewicza Gaja. 5–6 lipca 1920 dokonała udanego zagonu na Swięciany. Podczas walk o Grodno 23 lipca wyszła na tyły grupy gen. Żeligowskiego, zmuszając ją do odwrotu. Walczyła pod Łomżą, Nowogrodem i Ostrołęką. Od 14 do 17 sierpnia bezskutecznie próbowała zdobyć Włocławek i sforsować Wisłę. W czasie odwrotu do końca utrzymywała zwartość i w ostatnich walkach rzełamywała polskie linie obronne. Pod Kolnem trzykrotnie atakowała pozycje polskiej 14 Dywizji Piechoty i poniosła wysokie straty. 26 sierpnia przekroczyła granicę Prus Wschodnich i została internowana.
Liczyła 995 szabel, 19 ciężkich karabinów maszynowych i 8 armat (stan w dniu 1 lipca 1920).

## Dowódcy dywizji
- W.I. Matuzenko

## Struktura organizacyjna
Skład na dzień 1 sierpnia 1920:
- dowództwo dywizji
- 85 pułk kawalerii
- 86 pułk kawalerii
- 88 pułk kawalerii
- 89 pułk kawalerii
- 90 pułk kawalerii
- szwadron techniczny
- dywizjon artylerii konnej